# Рожанов (Октябрьский район)
Рожано́в (бел. Ражаноў) — деревня в Поречском сельсовете Октябрьского района Гомельской области Беларуси.
На юге и западе граничит с лесом.

## География

### Расположение
В 10 км на юго-запад от Октябрьского, 6 км от железнодорожной станции Рабкор (на ветке Бобруйск — Рабкор от линии Осиповичи — Жлобин).

### Гидрография
На реке Птичь (приток реки Припять).

## Транспортная сеть
Транспортные связи по просёлочной, затем автомобильной дороге Октябрьский — Новосёлки. Планировка состоит из короткой, прямолинейной улицы, близкой к меридиональной ориентации (вдоль реки) и застроенной деревянными усадьбами.

## История
По письменным источникам известна с XIX века как центр одноимённого поместья, владение помещика Ф. Луковского. Согласно переписи 1897 года в Рудобельской волости Бобруйского уезда Минской губернии. В 1931 году организован колхоз имени К. Я. Ворошилова.
Во время Великой Отечественной войны партизаны разгромили опорный пункт, расположенный оккупантами в деревне. В апреле 1942 года немецкие каратели сожгли 17 дворов и убили 31 жителя. С сентября 1942 года по июнь 1944 года здесь дислоцировался разведывательно-диверсионный отряд «Храбрецы» (командир А.М.Рабцевич). 12 жителей погибли на фронте.
Согласно переписи 1959 года в составе совхоза «Поречье» (центр — деревня Поречье).

## Население

### Численность
- 2004 год — 11 хозяйств, 17 жителей.

### Динамика
- 1897 год — 14 дворов, 95 жителей (согласно переписи).
- 1908 год — деревня — 14 дворов, 93 жителя; фольварк — 2 двора, 17 жителей.
- 1916 год — 18 дворов.
- 1925 год — 22 двора.
- 1959 год — 77 жителей (согласно переписи).
- 2004 год — 11 хозяйств, 17 жителей.

## Достопримечательность
- Охотничье-туристический комплекс «Дом охотника». Расположен в Поречском лесничестве в 1 км от д. Рожанов.

### Памятные места
- Воинское захоронение юного Героя Володи Мазейко.